# خانه توکلی (مشهد)
خانه توکلی مربوط به دوره قاجار است و در مشهد، خیابان نواب صفوی، کوچه عسگریه واقع شده‌است. این اثر در تاریخ ۱۱ مرداد ۱۳۸۴ با شمارهٔ ثبت ۱۲۳۷۴ به‌عنوان یکی از آثار ملی ایران به ثبت رسیده‌است.

## نگارخانه

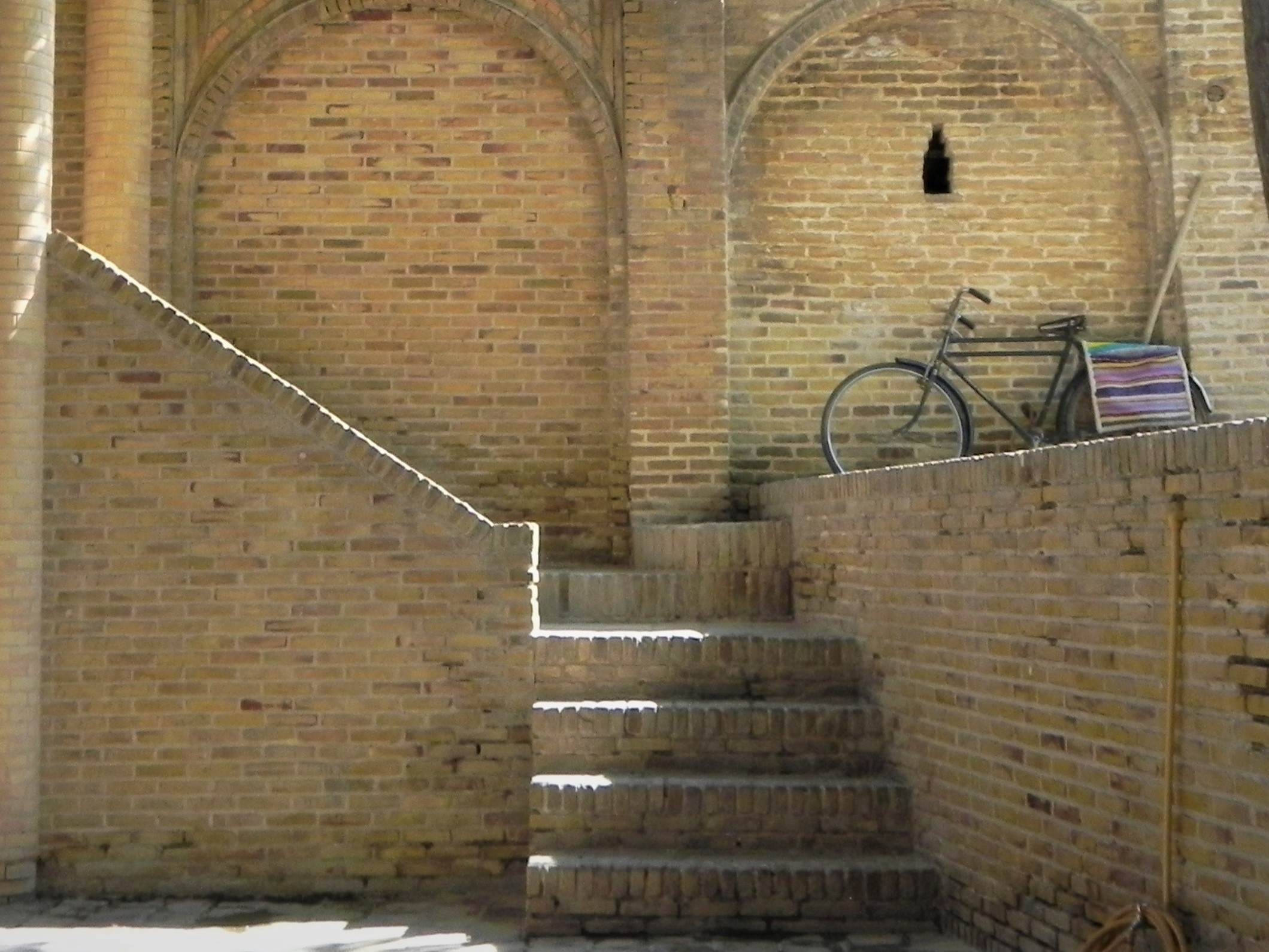
خانه توکلی
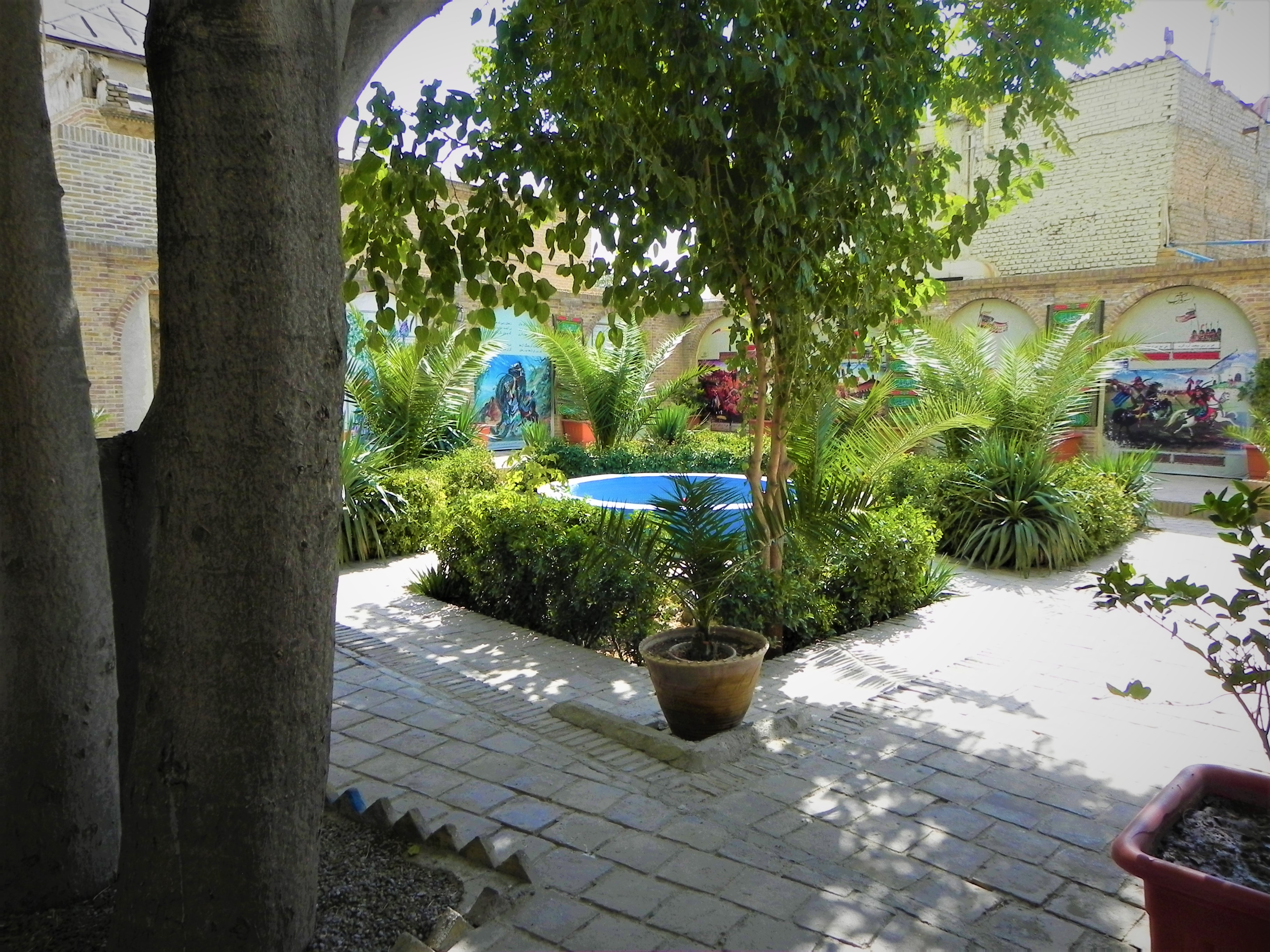
خانه توکلی
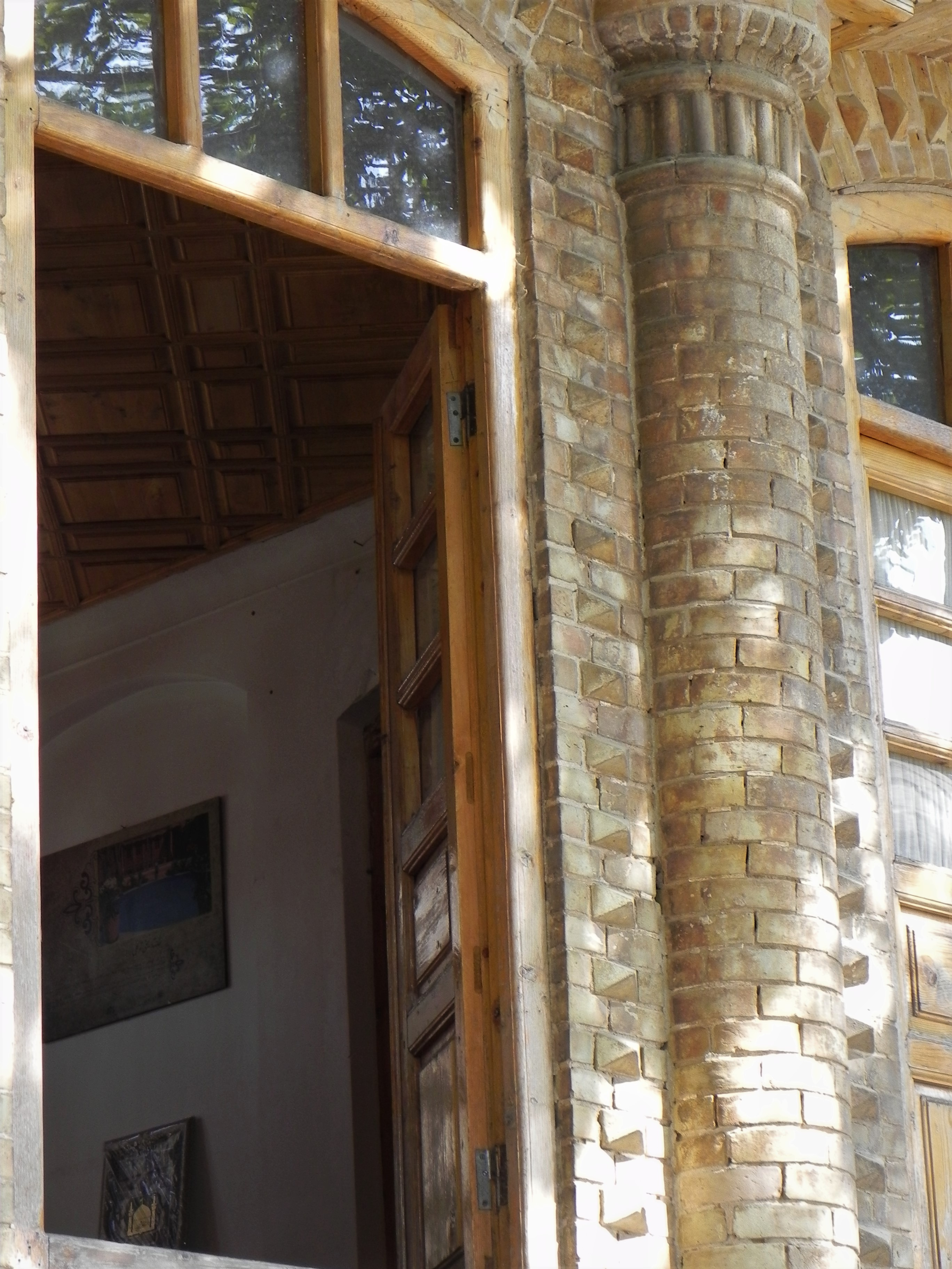
خانه توکلی پنجره‌های قدیمی